# Landelijke fietsroute 30
De Schelde-Deltaroute of LF30 was een LF-route in Nederland en België tussen Breskens en Ruien, een route van ongeveer 150 kilometer. Het fietspad was een verbinding tussen de Scheldemonding bij Breskens (waar de route aansloot op de LF1 en de LF39) en het vervolg van de Scheldeloop via de RAVeL1 naar Doornik. Daarom de naam Schelde-Delta. De route kwam onderweg rond omgeving Gent en op het eindpunt in Ruien de LF5 en LF6 tegen, toentertijd onderdeel van de Vlaanderenroute.
Voor de opening van de Westerscheldetunnel had de route een ander tracé in Nederland en liep ze via Hulst en het veer Perkpolder-Kruiningen via de Zeelandbrug naar de Brouwersdam waar ze aansloot op de LF1.
De route is momenteel vanaf Gent tot Ruien onderdeel van de Belgische icoonroute LF Schelderoute.